# Takuya Yasui
Takuya Yasui (安井 拓也?, Yasui Takuya; Inami, 21 novembre 1998) è un calciatore giapponese, centrocampista del Machida Zelvia. Da gennaio 2025 sarà un calciatore del JEF United.

## Biografia
Nato a Inami, cittadina giapponese appartenente al distretto di Kako, una delle sue passioni più grandi è quella di fare campeggio.

## Caratteristiche tecniche
Di piede destro, è un giocatore duttile che sa ricoprire ogni spazio del centrocampo. Prevalentemente gioca come centrocampista centrale, ma in carriera ha già ricoperto anche il ruolo di centravanti. Forte fisicamente, è un centrocampista box-to-box di manovra dotato di buona tecnica, soprattutto per quanto riguarda i passaggi profondi verso l’area di rigore avversaria. Inoltre, è abile anche nei tackle.

## Carriera

### Club

#### Vissel Kōbe
Cresciuto calcisticamente nelle giovanili del Vissel Kōbe, nel 2017 viene aggregato alla rosa della prima squadra, club giapponese militante in J1 League. Il 31 maggio 2017, Yasui ha debuttato con gli amaranto in una partita (vinta di misura per 1-0) della fase a gruppi di Coppa J.League contro l'Albirex Niigata, dopo essere subentrato al 70º minuto, al posto di Keijirō Ogawa.
Fa il suo esordio in campionato il 21 ottobre 2017, nella sconfitta casalinga contro il Sagan Tosu (1-2) rimpiazzando Jun'ya Tanaka al 54º minuto.

#### Machida Zelvia
Il 29 giugno 2021, Yasui è stato acquistato dal Machida Zelvia, formazione di J2 League, la seconda serie nipponica, firmando un contratto durevole fino al termine della stagione 2021. Il 18 luglio successivo, ha fatto il suo debutto contro il Sagamihara partendo come panchinaro e facendo il suo ingresso in campo all'84º minuto prendendo il posto di Kaina Yoshio nella partita terminata 1-0 in casa.
Realizza il suo primo gol con la maglia del Machida Zelvia nella partita di J2 League pareggiata per 2-2 contro il Tokyo Verdy del 9 luglio 2023, anno in cui a fine stagione conquista la promozione nella massima serie vincendo il campionato.

## Statistiche

### Presenze e reti nei club
Statistiche aggiornate all'8 dicembre 2024.
| Stagione              | Squadra               | Campionato            | Campionato | Campionato | Coppa nazionale | Coppa nazionale | Coppa nazionale | Coppe continentali | Coppe continentali | Coppe continentali | Altre coppe | Altre coppe | Altre coppe | Totale | Totale |
| Stagione              | Squadra               | Comp                  | Pres       | Reti       | Comp            | Pres            | Reti            | Comp               | Pres               | Reti               | Comp        | Pres        | Reti        | Pres   | Reti   |
| --------------------- | --------------------- | --------------------- | ---------- | ---------- | --------------- | --------------- | --------------- | ------------------ | ------------------ | ------------------ | ----------- | ----------- | ----------- | ------ | ------ |
| 2017                  | Vissel Kōbe           | J1                    | 1          | 0          | CG+CdL          | 1+1             | 0               | -                  | -                  | -                  | -           | -           | -           | 3      | 0      |
| 2018                  | Vissel Kōbe           | J1                    | 4          | 0          | CG+CdL          | 2+4             | 1+0             | -                  | -                  | -                  | -           | -           | -           | 10     | 1      |
| 2019                  | Vissel Kōbe           | J1                    | 11         | 0          | CG+CdL          | 5+6             | 1+0             | -                  | -                  | -                  | -           | -           | -           | 22     | 1      |
| 2020                  | Vissel Kōbe           | J1                    | 20         | 1          | CdL             | 1               | 0               | ACL                | 7                  | 0                  | SG          | 1           | 0           | 29     | 1      |
| gen.-giu. 2021        | Vissel Kōbe           | J1                    | 5          | 0          | CG+CdL          | 1+6             | 1+0             | -                  | -                  | -                  | -           | -           | -           | 12     | 1      |
| Totale Vissel Kōbe    | Totale Vissel Kōbe    | Totale Vissel Kōbe    | 41         | 1          |                 | 27              | 3               |                    | 7                  | 0                  |             | 1           | 0           | 76     | 4      |
| lug.-dic. 2021        | Machida Zelvia        | J2                    | 16         | 0          | -               | -               | -               | -                  | -                  | -                  | -           | -           | -           | 16     | 0      |
| 2022                  | Machida Zelvia        | J2                    | 30         | 0          | CG              | 0               | 0               | -                  | -                  | -                  | -           | -           | -           | 30     | 0      |
| 2023                  | Machida Zelvia        | J2                    | 23         | 2          | CG              | 2               | 0               | -                  | -                  | -                  | -           | -           | -           | 25     | 2      |
| 2024                  | Machida Zelvia        | J1                    | 8          | 0          | CG+CdL          | 1+2             | 1+1             | -                  | -                  | -                  | -           | -           | -           | 11     | 2      |
| Totale Machida Zelvia | Totale Machida Zelvia | Totale Machida Zelvia | 77         | 2          |                 | 5               | 2               |                    | -                  | -                  |             | -           | -           | 82     | 4      |
| 2025                  | JEF United            | J2                    | 0          | 0          | CG+CdL          | 0               | 0               | -                  | -                  | -                  | -           | -           | -           | 0      | 0      |
| Totale carriera       | Totale carriera       | Totale carriera       | 118        | 3          |                 | 32              | 5               |                    | 7                  | 0                  |             | 1           | 0           | 158    | 8      |

## Palmarès

### Club

#### Competizioni nazionali
- Coppa dell'Imperatore: 1

Vissel Kōbe: 2019
- Supercoppa del Giappone: 1

Vissel Kōbe: 2020
- J2 League: 1

Machida Zelvia: 2023